# Viola athois
Viola athois är en violväxtart som beskrevs av Wilhelm Becker. Viola athois ingår i släktet violer, och familjen violväxter. Inga underarter finns listade i Catalogue of Life.